# 小行星5540
小行星5540（英語：5540 Smirnova）是一颗围绕太阳公转的小行星。1971年8月30日，塔瑪拉·米哈伊洛夫那·斯米爾諾娃在克里米亚发现了此天体。
这颗小行星的绝对星等为123.6025614823735等。